# Tamara Smart
Pour les articles homonymes, voir Smart.
Tamara Smart, née le 14 juin 2005 à Barnet (Royaume-Uni) est une actrice anglaise. Elle s'est fait connaître en interprétant une apprentie sorcière dans la série télévisée Amandine Malabul, sorcière maladroite de 2017 à 2020.

## Biographie
Tamara Smart fréquente l'école de théâtre Razzamataz Barnet en 2016, lorsqu'elle est repérée par l'agence de casting Top Talent, puis obtient le rôle d'Enid Nightshade dans la série télévisée Amandine Malabul, sorcière maladroite après quatre mois d'auditions,.
En 2020, elle joue dans les films Artemis Fowl de Kenneth Branagh et Petit Guide de la chasseuse de monstres de Rachel Talalay.
Elle a été annoncée comme interprète de Thalia Grace, fille de Zeus, dans la série adaptée de la saga Percy Jackson.

## Filmographie

### Cinéma
- 2020 : Artemis Fowl de Kenneth Branagh : Juliet
- 2020 : Petit Guide de la chasseuse de monstres de Rachel Talalay : Kelly Ferguson
- 2022 : Wendell et Wild de Henry Selick : Siobhan (voix)

### Télévision
- 2017-2020 : Amandine Malabul, sorcière maladroite : Isabelle Tromplamort (Enid Nightshade en VO) (43 épisodes)
- 2018 : Hard Sun : Hailey Hicks (3 épisodes)
- 2019 : Fais-moi peur ! : Louise Fulci (3 épisodes)
- 2022 : Resident Evil : Jade Wesker jeune (8 épisodes)
- 2025 : Percy Jackson et les Olympiens : Thalia Grace (saison 2)